# Bálint Vogyicska
Bálint Vogyicska (sinh 27 tháng 2 năm 1998 ở Mohács) là một cầu thủ bóng đá Hungary hiện tại thi đấu cho Vasas SC mượn từ MTK Budapest FC.